# Балка біля ставка
Балка біля ставка — ентомологічний заказник місцевого значення. Об'єкт розташований на території Бердянського району Запорізької області, ДП «Бердянське лісове господарство» — 42 га, Андрівська сільська рада — 2 га.
Площа — 44 га, статус отриманий у 1984 році.